# Ceriantheopsis lineata
Espèce
Ceriantheopsis lineata est une espèce de cnidaires de la famille des Cerianthidae.

## Systématique
Le nom valide complet (avec auteur) de ce taxon est Ceriantheopsis lineata Stampar (d), Scarabino (d), Pastorino (d) & Morandini (d), 2015.